# Jan Jarand Wilkostowski
Jan Jarand Wilkostowski herbu Pomian – kasztelan konarski kujawski w latach 1617–1627, stolnik brzeskokujawski w latach 1599–1617.
Poseł na sejm 1611 roku z województwa inowrocławskiego, wybrany został lustratorem dóbr królewskich na Rusi i Wołyniu. Poseł województwa inowrocławskiego na sejm zwyczajny 1613 roku. 